# Senekhtenra Ahmose
Senekhtenra Ahmose (... – 1558 a.C. circa) è stato un sovrano egizio della XVII dinastia.

## Biografia
Senekhtenra Ahmose, la cui esistenza è documentata solamente da oggetti e testimonianze postumi, potrebbe essere o non essere stato figlio di Initef (Antef VII). L'egittologo danese Kim Ryholt osserva che "essendo Senekhtenra ricordato come uno dei Signori dell'Ovest (principi di Tebe) predecessori di Ta'o e Kamose egli è normalmente ritenuto essere stato un membro della famiglia di Ahmose I, pertanto identificato con il peraltro sconosciuto marito della regina Tetisheri, nonna di Ahmose"
A lui successe il figlio Seqenenra Ta'o. Tranne appunto che per i suoi successori questo sovrano è scarsamente conosciuto ed il suo prenomen compare solamente in fonte risalenti al Nuovo Regno: la citazione nella Sala degli antenati di Thutmose III dell'Akh-Menu a Karnak ed in due tombe della necropoli di Deir el-Medina.
Questa scarsità di testimonianze archeologiche potrebbe confermare l'ipotesi avanzata che il suo regno sia stato molto breve: pochi mesi o un anno al massimo.
Ryholt osserva che il nomen avrebbe potuto essere sia Siamun che Ta'a:
"questo nome è inscritto in uno di due sigilli trovati entrambi in una tomba a Dra Abu el-Naga, mentre l'altro reca il prenomen Seqerenra (seguito dal nomem Ta'a).
È stato suggerito che Siamun sia stato qui usato come epiteto, In questo caso dovrebbe stare al posto del nomen e immediatamente dopo il titolo figlio di Ra. Comunque tenendo anche conto della circostanza che Kamose sostituì spesso, per ragioni politiche della guerra contro Ipepi, il suo nomen con l'epiteto 'il potente governante'... il titolo figlio di Ra è di regola, durante il secondo periodo intermedio, seguito da un nome proprio.
Essendo stato Siamun un nome molto comune durante questo periodo, ed anche il Nuovo Regno, è molto probabile che ci si trovi di fronte più ad un nome che ad un epiteto.
La circostanza che i due sigilli siano stati trovati insieme e siano praticamente identici come fattura suggerisce che siano stati prodotti allo stesso tempo e deposti nella tomba insieme al suo destinatario. Siamun dovrebbe quindi essere più o meno contemporaneo di Seqenenra e quindi non è possibile identificarlo con il suo successore (ossia Kamose), è possibile allora ipotizzare che Siamun sia stato il nomen del predecessore Senekhtenra"

## Liste reali
| N5 | O34 · M3 | t · Aa1 | D43 · n |

| N5 | O34 · M3 | t · Aa1 | D43 · n |

| N5 | O34 · M3 | t · Aa1 | D43 · n |

| N5 | O34 · M3 | t · Aa1 | D43 · n |

| N5 | O34 · M3 | t · Aa1 | D43 · n |

| N5 | O34 · M3 | t · Aa1 | D43 · n |

| N5 | O34 · M3 | t · Aa1 | D43 · n |

| N5 | O34 · M3 | t · Aa1 | D43 · n |

| perso |

| perso |

| perso |

| perso |

| perso |

| perso |

| perso |

| perso |

## Titolatura
| G5 |

| G5 |

|       |
| \| \| |
|       |
|       |

|  |

|       |
| \| \| |
|       |
|       |

|  |

| G16 |

| G16 |

|  |

| G8 |

| G8 |

|  |

| M23 · X1 | L2 · X1 |

| M23 · X1 | L2 · X1 |

| N5 | O34 · n · M3 | Aa1 · t | D36 · n |

| N5 | O34 · n · M3 | Aa1 · t | D36 · n |

| N5 | O34 · n · M3 | Aa1 · t | D36 · n |

| N5 | O34 · n · M3 | Aa1 · t | D36 · n |

| N5 | O34 · n · M3 | Aa1 · t | D36 · n |

| N5 | O34 · n · M3 | Aa1 · t | D36 · n |

| N5 | O34 · n · M3 | Aa1 · t | D36 · n |

| N5 | O34 · n · M3 | Aa1 · t | D36 · n |

| G39 | N5 |

| G39 | N5 |

| N12 | F31 | s |

| N12 | F31 | s |

| N12 | F31 | s |

| N12 | F31 | s |

| N12 | F31 | s |

| N12 | F31 | s |

| N12 | F31 | s |

| N12 | F31 | s |

## Cronologia
| Periodo                    | Dinastia | Anni di regno                 |
| Secondo periodo intermedio | XVII     | intorno 1540 a.C. (± 30 anni) |

| Autore | Anni di regno         |
| ------ | --------------------- |
| Franke | 1560 a.C.             |
| Ryholt | 1559 a.C. - 1558 a.C. |

| predecessore: Initef | Signore del Basso e dell'Alto Egitto | successore: Seqenenra Ta'o |

| Dinastie contemporanee | Capitale |
| XV                     | Avaris   |
| XVI                    | varie    |